# Woestijndikhoornschaap
Het woestijndikhoornschaap (Ovis canadensis nelsoni) is een ondersoort van het dikhoornschaap (Ovis canadensis). Dit dier leeft in de woestijnen in het zuidwesten van de Verenigde Staten en in het noorden van Mexico. De naam van deze ondersoort is een eerbetoon aan de Amerikaanse bioloog Edward William Nelson.

## Beschrijving
De karakteristieken en het gedrag van het woestijndikhoornschaap zijn vergelijkbaar met de andere dikhoornschapen, maar deze ondersoort kan langer overleven in de woestijn zonder water. Ze kunnen goed tegen de temperaturen in de woestijn en hun lichaamstemperatuur kan enkele graden fluctueren. Op het heetst van de dag rusten de woestijndikhoornschapen uit in de schaduw van bomen en grotten.
Sommige woestijndikhoornschapen leven weken of maanden zonder naar een bron te gaan. Ze overleven dan alleen op voedsel en het regenwater dat zich verzamelt in kleine plassen. Ze kunnen tot 30 procent van hun lichaamsgewicht verliezen zonder hieraan te bezwijken. Na het drinken van water herstelt het uitgedroogde lichaam van het woestijndikhoornschaap zich snel.

## Afbeeldingen

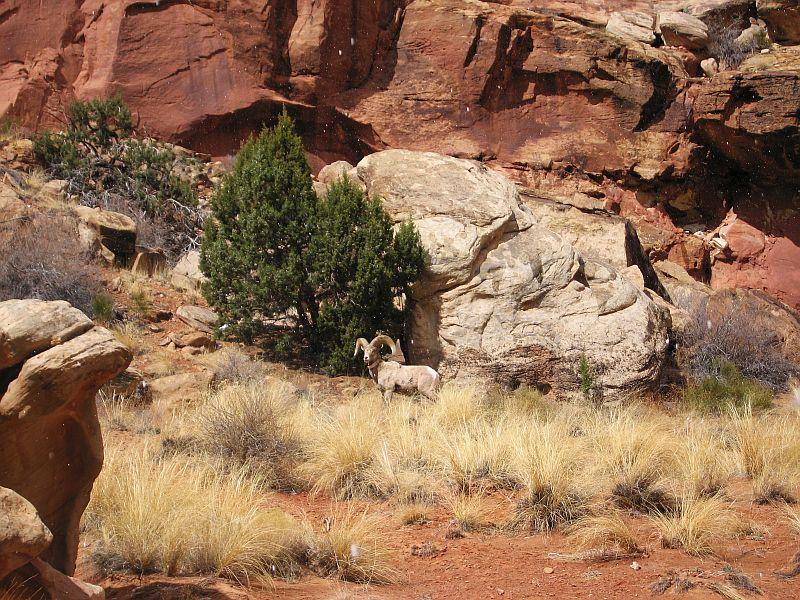
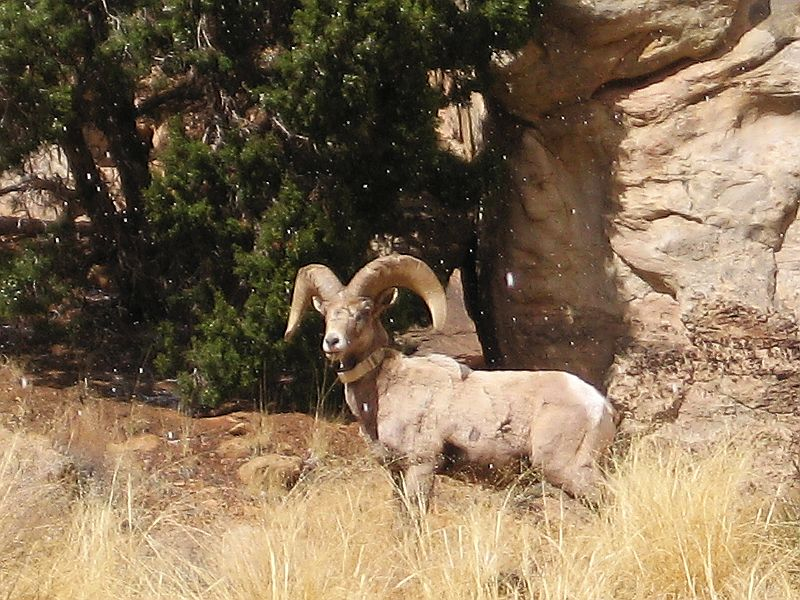
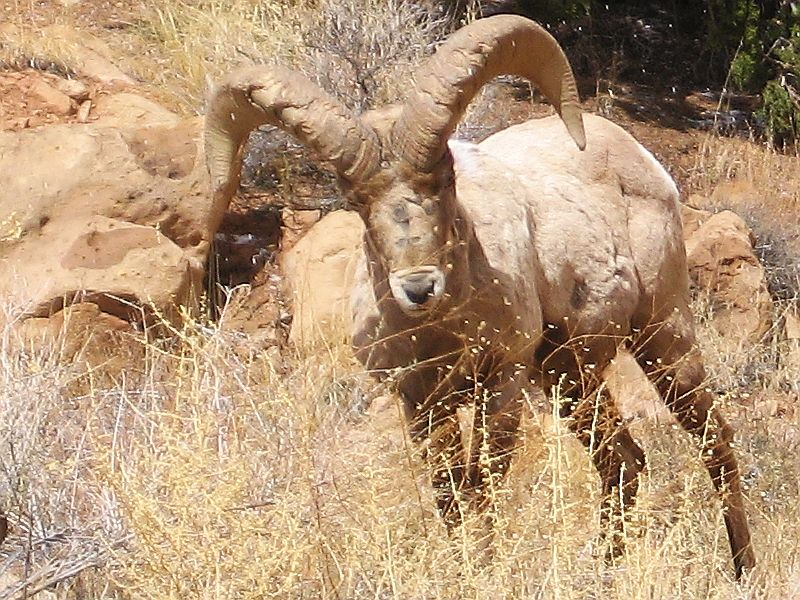
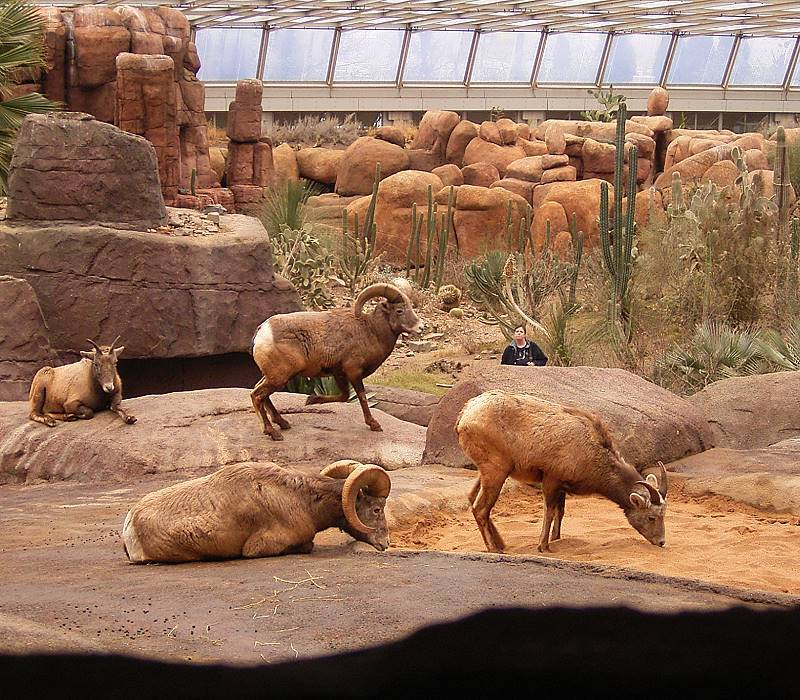
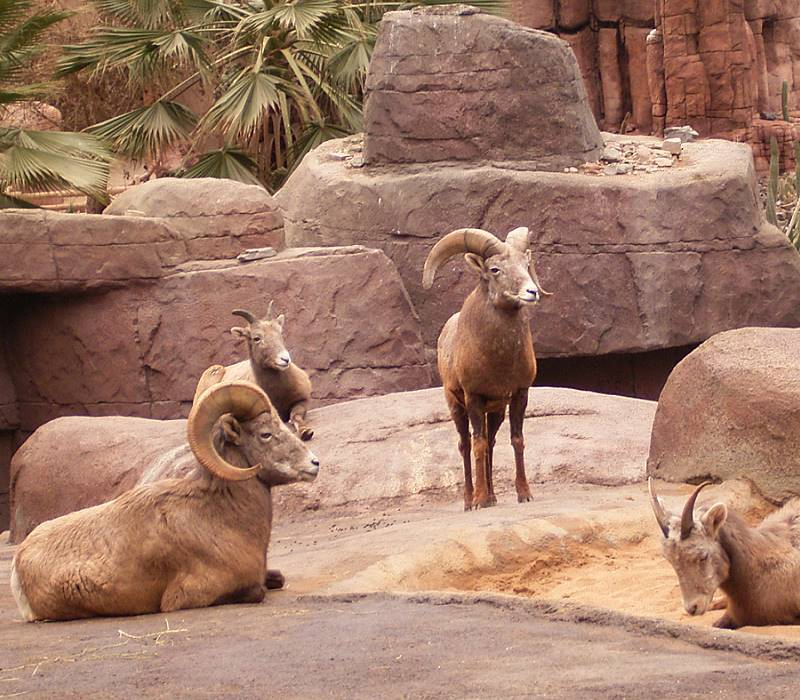